# 香桃木大戟
香桃木大戟是大戟科大戟属多年生草本植物，原产东南欧和近东地区。种加词来自其古希腊语名。这一古名在迪奥斯科里德斯的著作中就有记载，字面意思是和香桃木有关的，指本种的枝叶形似香桃木。
本种叶序规整，花序壮观，常作观赏植物栽培，但需要注意其枝叶断裂后流出的乳汁有毒，对皮肤的刺激性很强。